# 陸軍被服本廠
陸軍被服本廠（りくぐんひふくほんしょう）は、東京都王子区（現・北区）にあった大日本帝国陸軍の被服廠。本所区から移転している。陸軍大臣直属。支廠として大阪陸軍被服支廠や広島陸軍被服支廠などが存在した。

## 概要

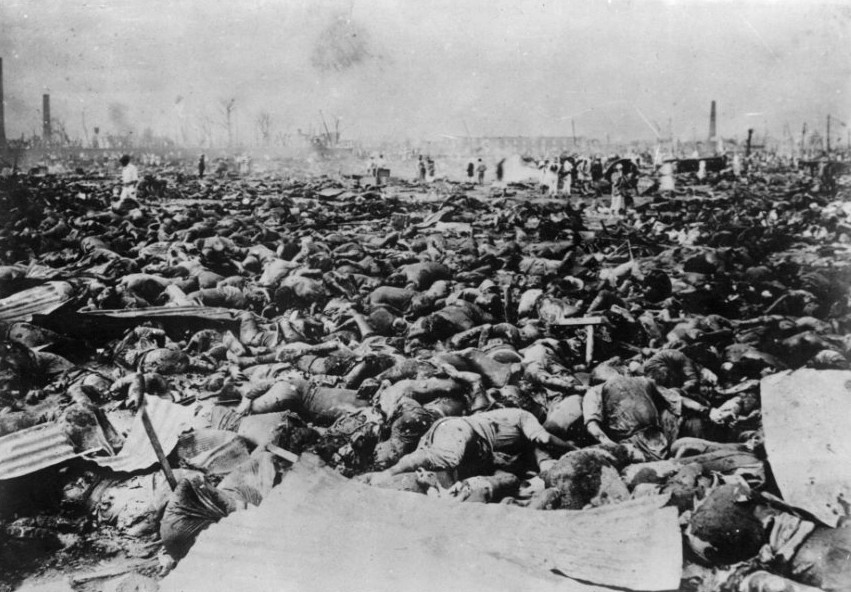
大震災直後、被服廠跡の敷地を埋める避難民の遺体。

1890年（明治23年）3月に制定した陸軍被服廠條例によって被服廠を本所区に設置。1903年（明治36年）には廠内に大阪支廠が開設され、1904年（明治37年）大阪に庁舎が完成するとともに移転した。また1905年（明治38年）6月廠内に広島派出所開設、8月に広島に移転した（その後支廠に昇格）。1908年（明治41年）、条例改正によって陸軍被服廠は陸軍被服本廠、大阪支廠は大阪陸軍被服支廠、広島出張所は広島陸軍被服支廠に改称。
1919年に本所区から王子区赤羽台に移転。もともと1891年から被服倉庫があり一体化する目的であった。本所区の跡地は1922年に逓信省と東京市に払い下げられ、運動公園や学校が整備される予定が立てられた。しかし、1923年9月1日に発生した関東大震災により、住民の避難場所となったところに火災旋風が襲い、敷地内に避難していた約4万人のうち約3万8千人が死亡した。これは大震災全体の犠牲者の約1/3にも達する大惨事であった。
1944年には札幌陸軍被服支廠、1945年4月、東京陸軍被服支廠、仙台陸軍被服支廠、名古屋陸軍被服支廠、福岡陸軍被服支廠が開設されるも同年8月15日に終戦。旧満州にも奉天陸軍被服支廠（関東軍）が設置されていた。
終戦後は米軍に接収され、東京兵器補給廠の所属地となった。米軍住宅の赤羽ハイツが建設された。返還後、赤羽台団地が造成された。現在は建て替え工事が進み、ヌーヴェル赤羽台へと生まれ変わっている。

## 支廠
- 大阪陸軍被服支廠
- 広島陸軍被服支廠
- 東京陸軍被服支廠（現・埼玉県朝霞市）
  - 陸軍被服本廠朝霞出張所が昇格し誕生。キャンプ・ドレイクを経て、現在は青葉台公園などになっている。
- 札幌陸軍被服支廠
- 仙台陸軍被服支廠
- 名古屋陸軍被服支廠
- 福岡陸軍被服支廠

## 廠長
- 西原貢 主計中将：1940年8月1日 - 1943年3月1日[2]
- 市村善蔵 主計中将：1943年3月1日[3] -